# Sudbury Valley School
Die Sudbury Valley School ist eine demokratische Schule. Sie befindet sich in Framingham im US-Bundesstaat Massachusetts und wurde 1968 von Daniel Greenberg, Mimsy Sadofsky und anderen gegründet.

## Konzept
Jeder der etwa 120 Schülerinnen und Schüler im Alter von vier bis 19 Jahren entscheidet selbst, was, wann und wie er lernt, bzw. womit er seine Zeit verbringt. Unterrichtskurse im herkömmlichen Sinn kommen nur zustande, wenn Schüler dies ausdrücklich wünschen. Solche Lernverabredungen sind die einzige zeitliche (Selbst-)Verpflichtung der Schüler. Ansonsten herrscht völlige Freiheit von Zeitdruck. Nur durch diese völlige zeitliche Selbstbestimmung ist gemäß dem Konzept der Schule auch ein selbstbestimmtes Lernen möglich.
Die Schule ist nicht in Klassenstufen oder Altersgruppen unterteilt. Die Altersmischung ist ein weiteres wichtiges Merkmal der Schule. Ihr Gründer bezeichnete sie als „Geheimwaffe“. Durch sie können die Schüler voneinander lernen, statt von einer Lehrperson.
Die Sudbury Valley School wird durch eine wöchentliche Schulversammlung (School Meeting) geleitet. In ihr hat jeder Schüler und jeder Mitarbeiter eine Stimme. Die Schulversammlung entscheidet auch darüber, wer im nächsten Schuljahr als Mitarbeiter an der Schule arbeiten darf. Für Beschwerden über die Verletzung von Schulregeln ist das mehrheitlich mit Schülern besetzte Justizkomitee zuständig.
In der jährlich stattfindenden School Assembly besitzen neben Schülern und Mitarbeitern der Schule auch die Eltern der Schüler Stimmrecht. Die School Assembly billigt den von der Schulversammlung vorgelegten Jahreshaushalt und entscheidet über die Vergabe von Schulabschlüssen sowie über Satzungsänderungen.
Die Sudbury Valley School ist Vorbild für mittlerweile etwa 45 ähnliche Schulen, die sich „Sudbury-Schulen“ nennen und nach dem Sudbury-Modell arbeiten. Die meisten von ihnen befinden sich in den USA (z. B. The Circle School), weitere in Japan, Israel, Dänemark, Belgien, den Niederlanden und Frankreich.
In Deutschland gibt es seit dem Schuljahr 2007/2008 die Neue Schule Hamburg, die sich u. a. auf die Sudbury Valley School bezieht. Die Popsängerin Nena war bei der Gründung eine treibende Kraft. 80 Schüler können bereits in Hamburg diese Schule besuchen. Auch die ebenfalls 2007 gegründete TING-Schule in Berlin versteht sich als Sudbury-Schule. Im September 2014 eröffnete in Bayern die Sudbury-Schule Ammersee.
Die Iederwijs-Schulen in den Niederlanden orientierten sich ebenfalls an der Sudbury Valley School.